# Paracyclotosaurus
Il paraciclotosauro (gen. Paracyclotosaurus) è un grande anfibio estinto, vissuto nel Triassico medio (circa 225 milioni di anni fa). I suoi resti sono stati ritrovati in Australia.
Il corpo basso e appiattito, così come il cranio, denotano l'animale come un abitatore delle acque calme dei fiumi e dei laghi. L'aspetto non doveva essere molto diverso da quello di un coccodrillo, anche se la testa era molto più ampia. Probabilmente il paraciclotosauro tendeva agguati a pesci e altre creature acquatiche, emergendo improvvisamente dal fondale. Lungo oltre due metri, questo animale rappresenta uno dei massimi predatori del suo ambiente. La specie più nota è Paracyclotosaurus davidi, nota per uno scheletro ottimamente conservato. Altri anfibi simili al paraciclotosauro sono Cyclotosaurus e Mastodonsaurus.

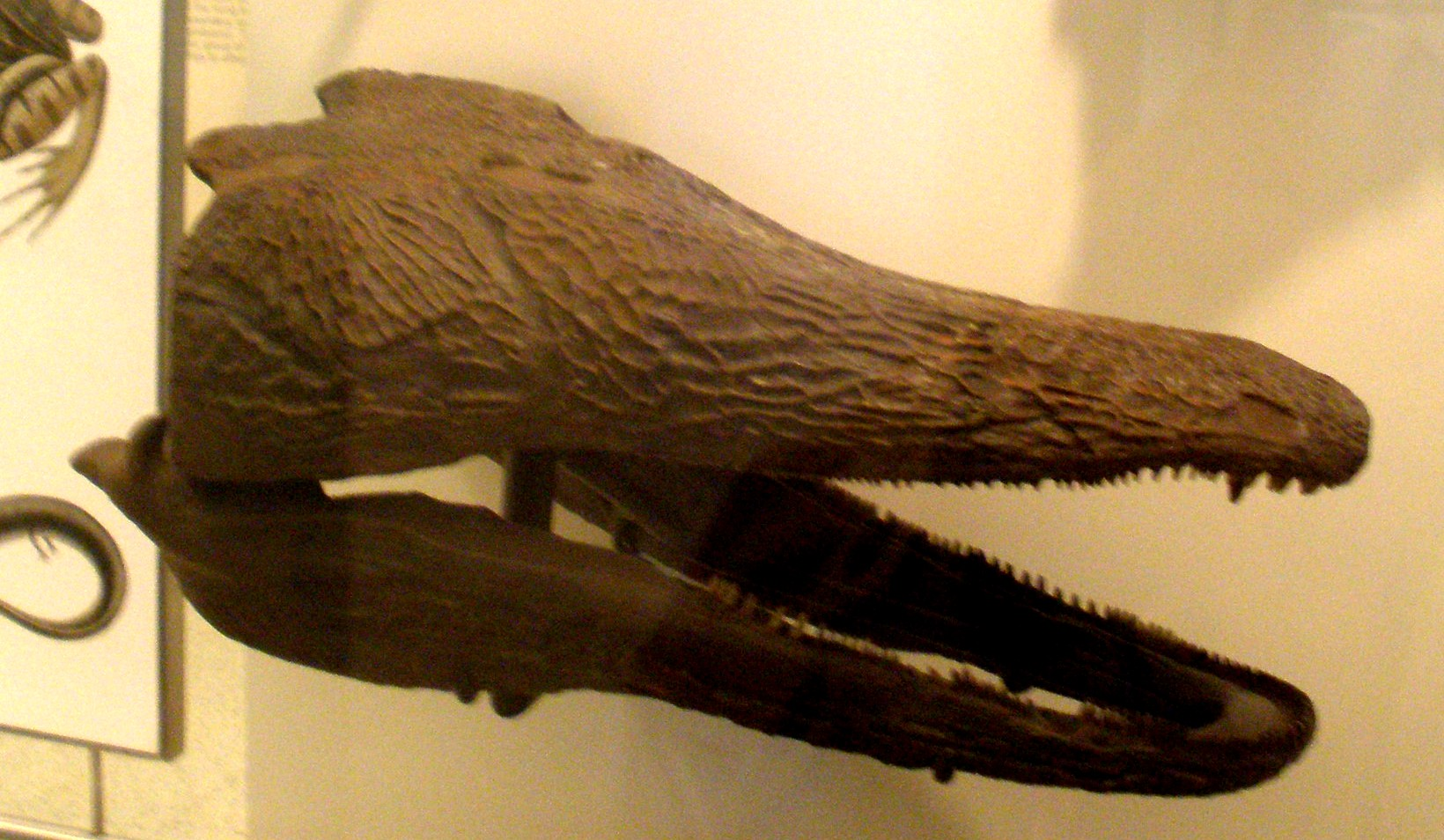
Cranio di Paracyclotosaurus davidi